# Marc Parent
Marc Parent est un policier québécois.

## Biographie
Directeur du Service de police de la ville de Montréal depuis le lundi 13 septembre 2010 à  la suite de la démission de Yvan Delorme et devient la 35e personne à occuper ce poste, il quitte ses fonctions à la fin de son mandat septembre 2015. Le 23 juin 2015, il est annoncé qu'il prendra la tête de la direction des Commissionnaires du Québec. Poste qu'il occupe encore de nos jours. Il était précédemment assistant directeur de police.
Il détient un Baccalauréat universitaire ès lettres de la faculté d'administration de l'université du Québec à Montréal et une Maîtrise universitaire ès lettres en administration publique de l'École nationale d'administration publique. Il est également diplômé de l'académie nationale du FBI de l'université de Virginie.